# Positiekleding

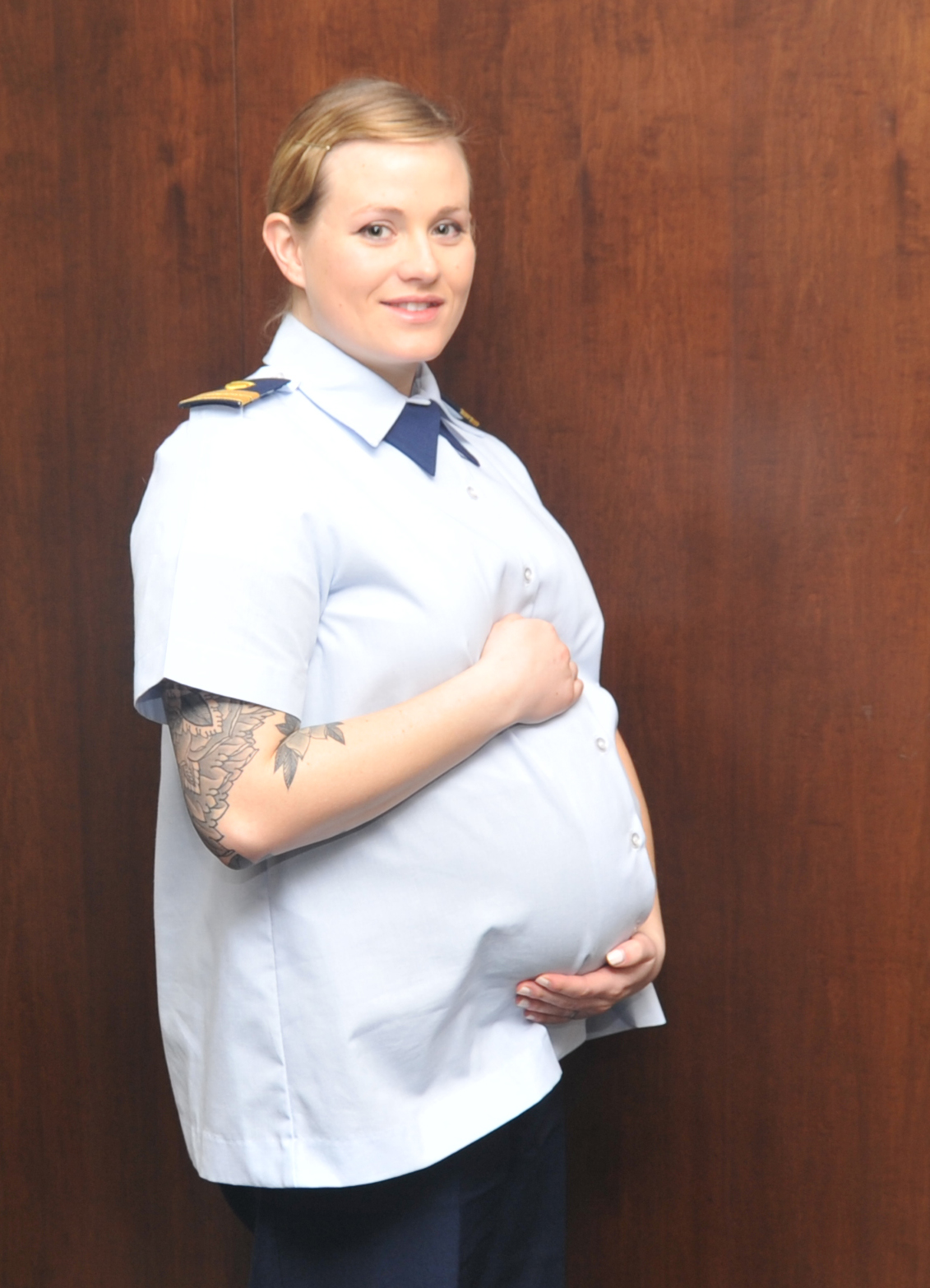
Uniform voor zwanger personeel van de US Coast Guard

Positiekleding (kleding voor de vrouw 'in zekere positie') of zwangerschapskleding is kleding die wordt gedragen wanneer het lichaam tijdens de zwangerschap verandert van vorm en omvang. Traditioneel was vrouwenkleding wereldwijd zo ontworpen dat de kleding ook tijdens een zwangerschap gedragen kon worden. Men ging ervan uit dat de meeste vrouwen tijdens hun leven meerdere keren zwanger zouden zijn. Speciale kleding voor tijdens de zwangerschap is een relatief modern verschijnsel en werd aan het eind van de 19e eeuw geïntroduceerd in West-Europa en de Verenigde Staten. 

## Beschrijving
Speciale kleding kan tijdens de zwangerschap noodzakelijk zijn, omdat vooral de buik van zwangeren enorm kan groeien. Tijdens de zwangerschap neemt het lichaamsgewicht gemiddeld met 12-16 kg toe. Een slanke zwangere merkt al vanaf de 11e week dat de kleding strakker gaat zitten. Ook de borsten nemen tijdens de zwangerschap in omvang toe, wat aanpassing van kleding nodig kan maken.
Daarnaast zijn er ook kledingstukken en accessoires die tijdens de zwangerschap kunnen helpen tegen lichamelijke ongemakken. Om de steeds zwaarder wordende buik extra ondersteuning te bieden, en om het bekken te ondersteunen ter voorkoming of vermindering van bekkeninstabiliteit, kan de vrouw een zwangerschapsband gaan dragen.

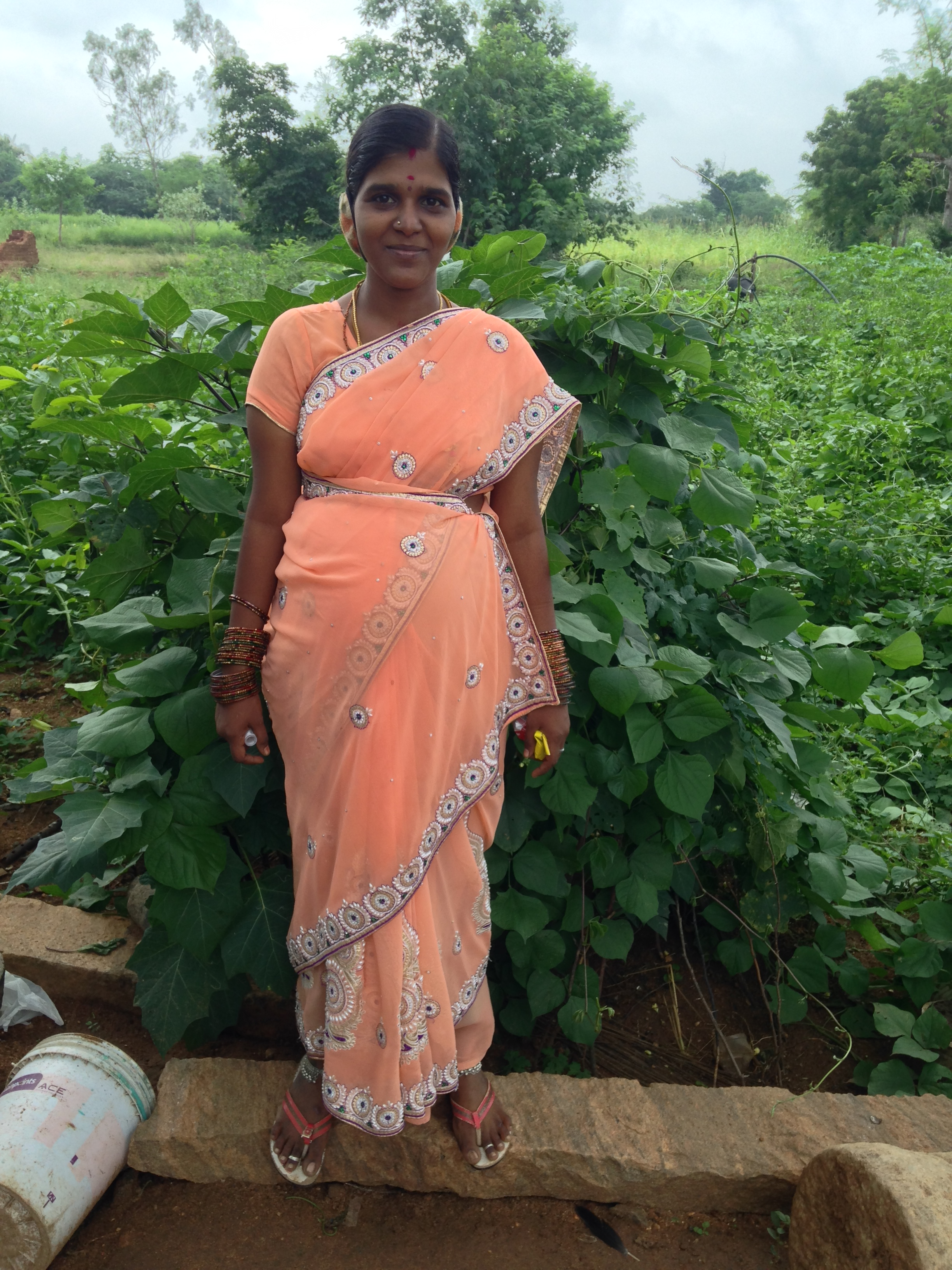
Traditionele vrouwenkleding, zoals deze sari uit Tamil Nadu, is doorgaans zo ontworpen dat het ook tijdens een zwangerschap gedragen kan worden.

In het verleden was het maken van textiel en van kleding tijdrovend en duur. Kleding werd lang gedragen en moest zoveel mogelijk kunnen worden aangepast aan verschillende omstandigheden.  Er werd bij vrouwenkleding wereldwijd daarom eigenlijk altijd rekening gehouden met zwangerschap. Men ging ervan uit dat de meeste vrouwen tijdens hun leven meerdere keren zwanger zouden zijn. Dit is te zien bij traditionele vrouwenkleding die buiten Europa nog steeds wordt gedragen: kaftan, sarong en sari kunnen bijvoorbeeld zonder veel problemen tot laat in een zwangerschap gedragen worden. Ook in Nederlandse klederdracht is er geen speciale positiekleding: rokken worden met een haakje en een lint wijder gemaakt en het schort wordt gebruikt om dit te bedekken. 

## Ontwikkeling van positiekleding

### Vanaf de 16e eeuw

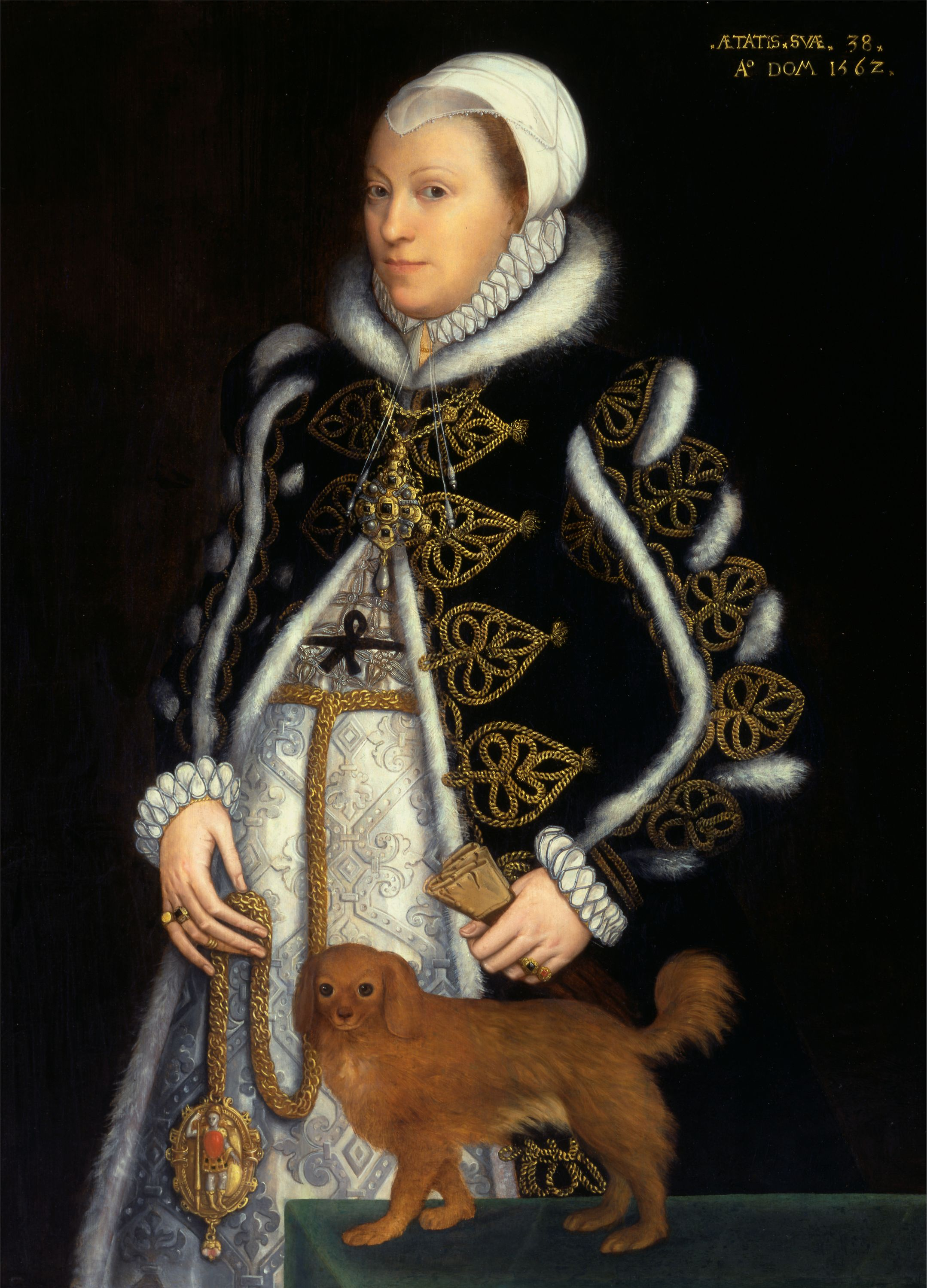
Catherine Carey 1562 - zwanger van haar 16e kind

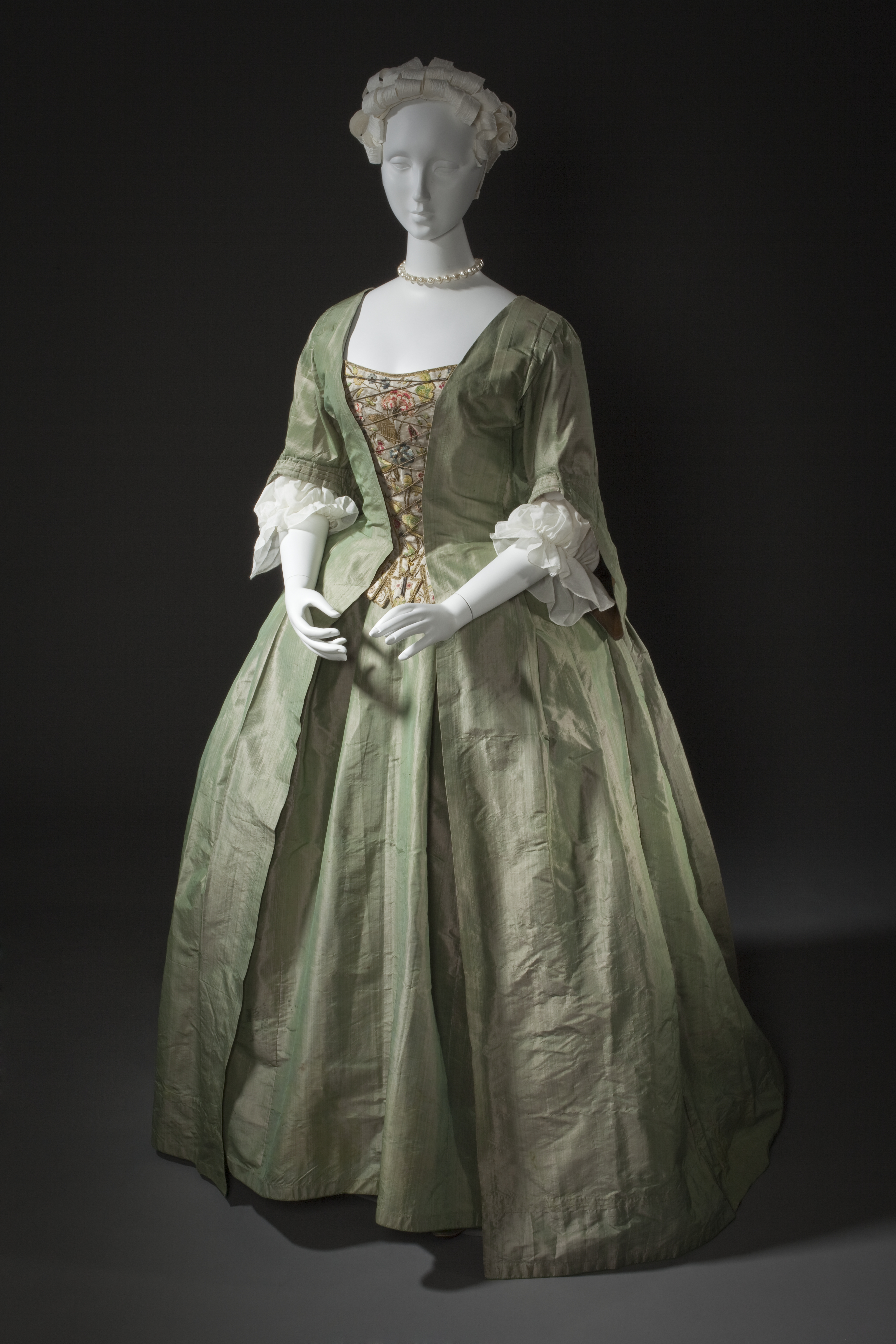
Robe à la française, circa 1730

Ook in West-Europa was vrouwenkleding tot in de 16e eeuw standaard ontworpen met zwangerschap in gedachten: lijfjes hadden rijgsluitingen aan de voorkant, (onder)rokken werden aan beide kanten van de taille vastgemaakt met linten. De kleding kan daardoor in de loop van de zwangerschap makkelijk ruimer worden gemaakt. Na 1500 begon de kleding in Europa steeds meer modegevoelig te worden; vorm en uiterlijk werden minstens zo belangrijk als functie. Dit maakte - afhankelijk van wat er in de mode was - kleding soms lastiger te dragen tijdens een zwangerschap. Lijfjes van jurken werden bijvoorbeeld verstevigd met baleinen of metaal, of van vrouwen werd verwacht dat ze een korset droegen. Vrouwen die het zich konden veroorloven hadden enkele aparte kledingstukken voor tijdens de zwangerschap. Bijvoorbeeld een gilet (mouwloos vest) die als de buik groeide de kier tussen de onderkant van het lijfje en de bovenkant van de rok bedekte. Daarnaast droegen vrouwen uit de hogere klassen tijdens hun zwangerschap in huis omslagjurken. Vrouwen uit arbeidersklassen droegen wijde jasjes of tunieken over een (onder)rok.
Er zijn uit de 17e eeuw enkele voorbeelden bekend van jurken die speciaal voor een zwangerschap lijken te zijn ontworpen. Het verhaal gaat dat Madame de Montespan, de maîtresse van Lodewijk XIV, een model jurk bedacht om haar zwangerschappen te verhullen. Zo kon ze langer aan het hof blijven. Dit model wordt de robe à la française genoemd en bleef tot in de de 18e eeuw populair.

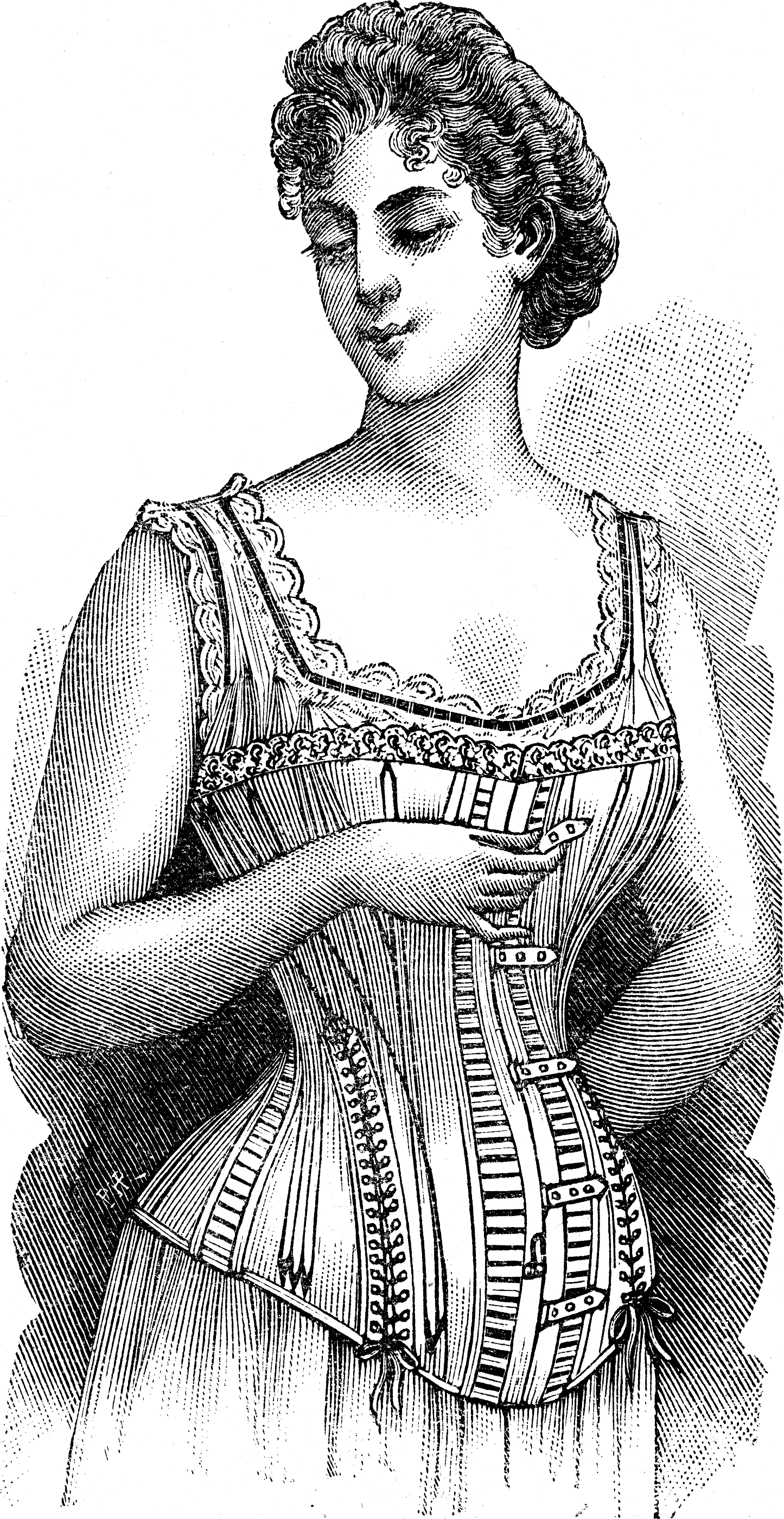
Korset dat kan worden aangepast tijdens de zwangerschap. 1902

Een enkele keer was de mode van het moment juist weer heel comfortabel voor een zwangere. De empirestijl van begin 19e eeuw introduceerde soepel vallende jurken met een hoge taille, die erg geschikt waren om te dragen tijdens een zwangerschap. 

### 19e eeuw

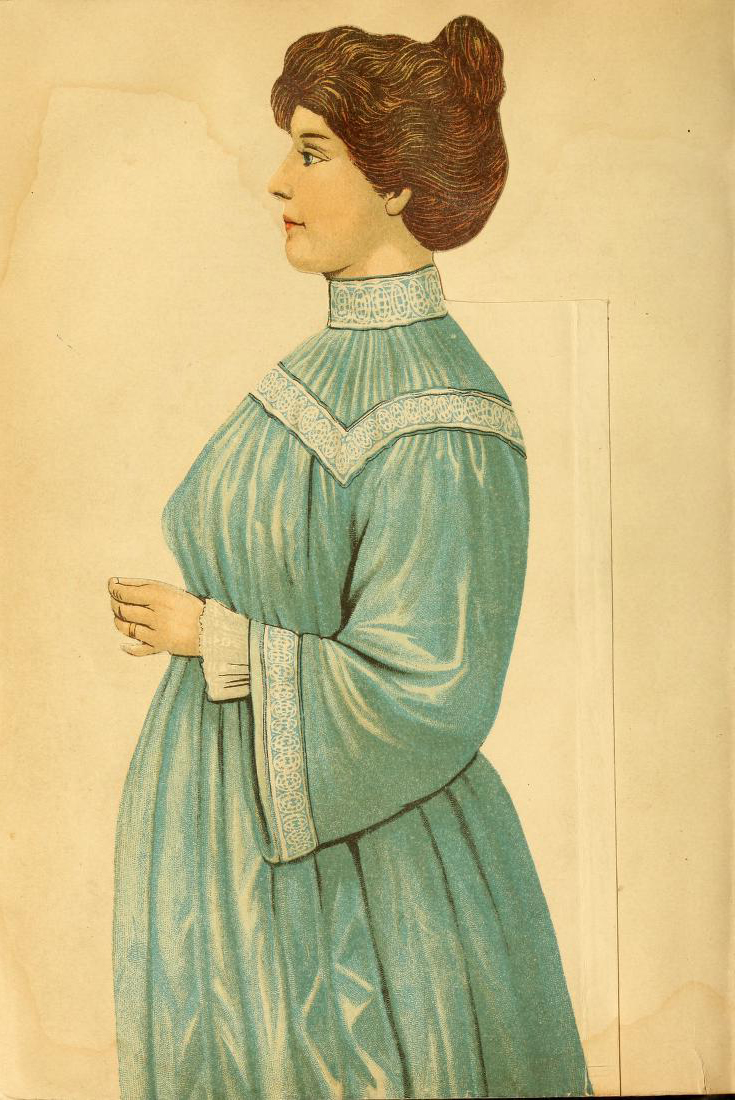
Positiejapon, Verenigde Staten ca. 1905 - het model is vergelijkbaar met de Mother Hubbard jurk en de reformjurk.

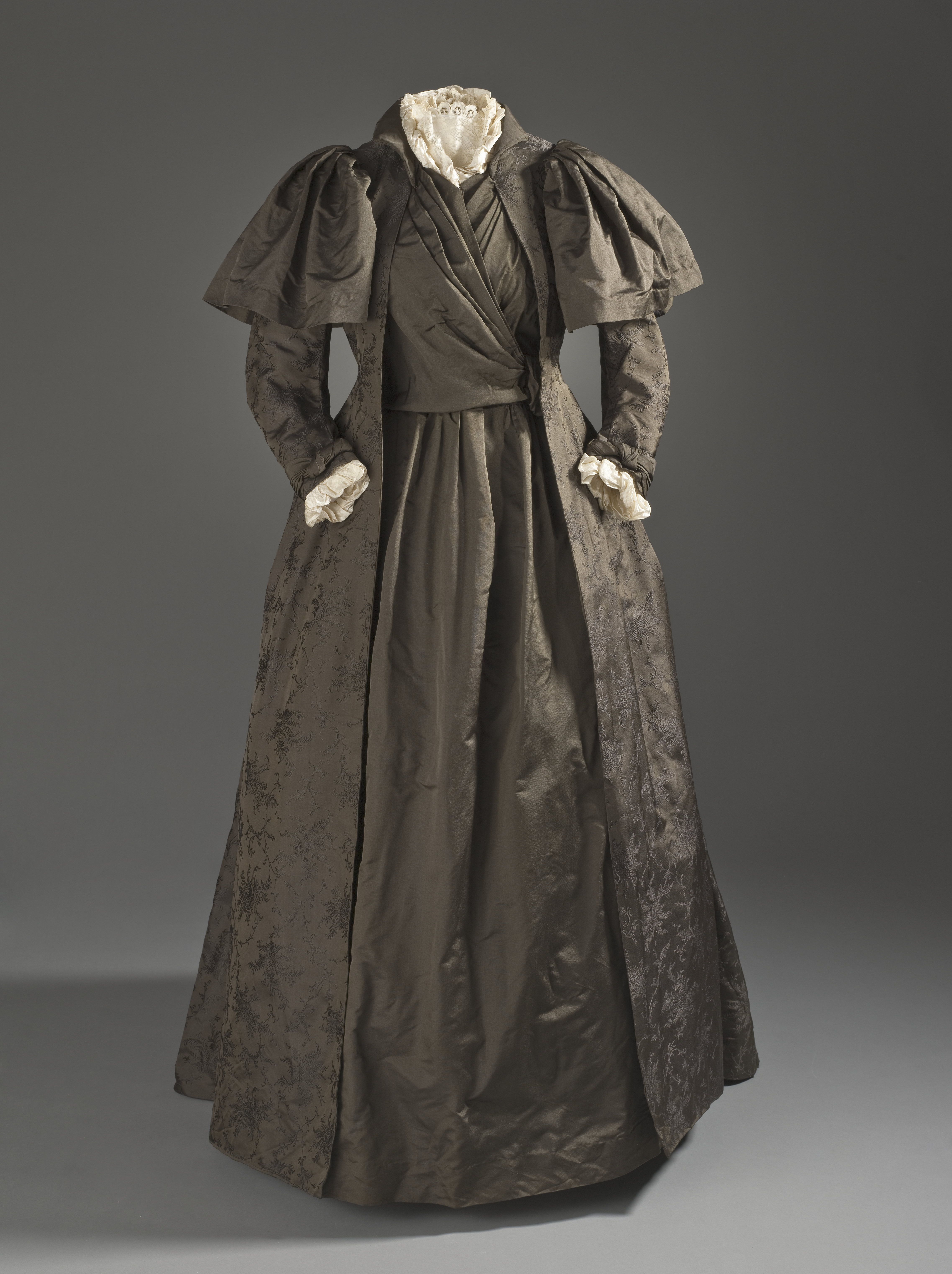
Tea gown, circa 1887. Een modieuze wijde jurk voor binnenshuis die ook veel werd gedragen tijdens de zwangerschap.

In de loop van de 19e eeuw werd de mode steeds minder comfortabel voor zwangeren. De wespentaille was decennialang het schoonheidsideaal en het korset vast onderdeel van de kleding van vrouwen, zeker buitenshuis. Lijfjes werden niet meer aan de voorkant dicht geregen, maar op de rug gesloten met knopen of haakjes. Ze konden daarom niet makkelijk ruimer worden gemaakt. Wijde, zware rokken - soms met crinolines - beperkten de bewegingsvrijheid van zwangeren nog verder.

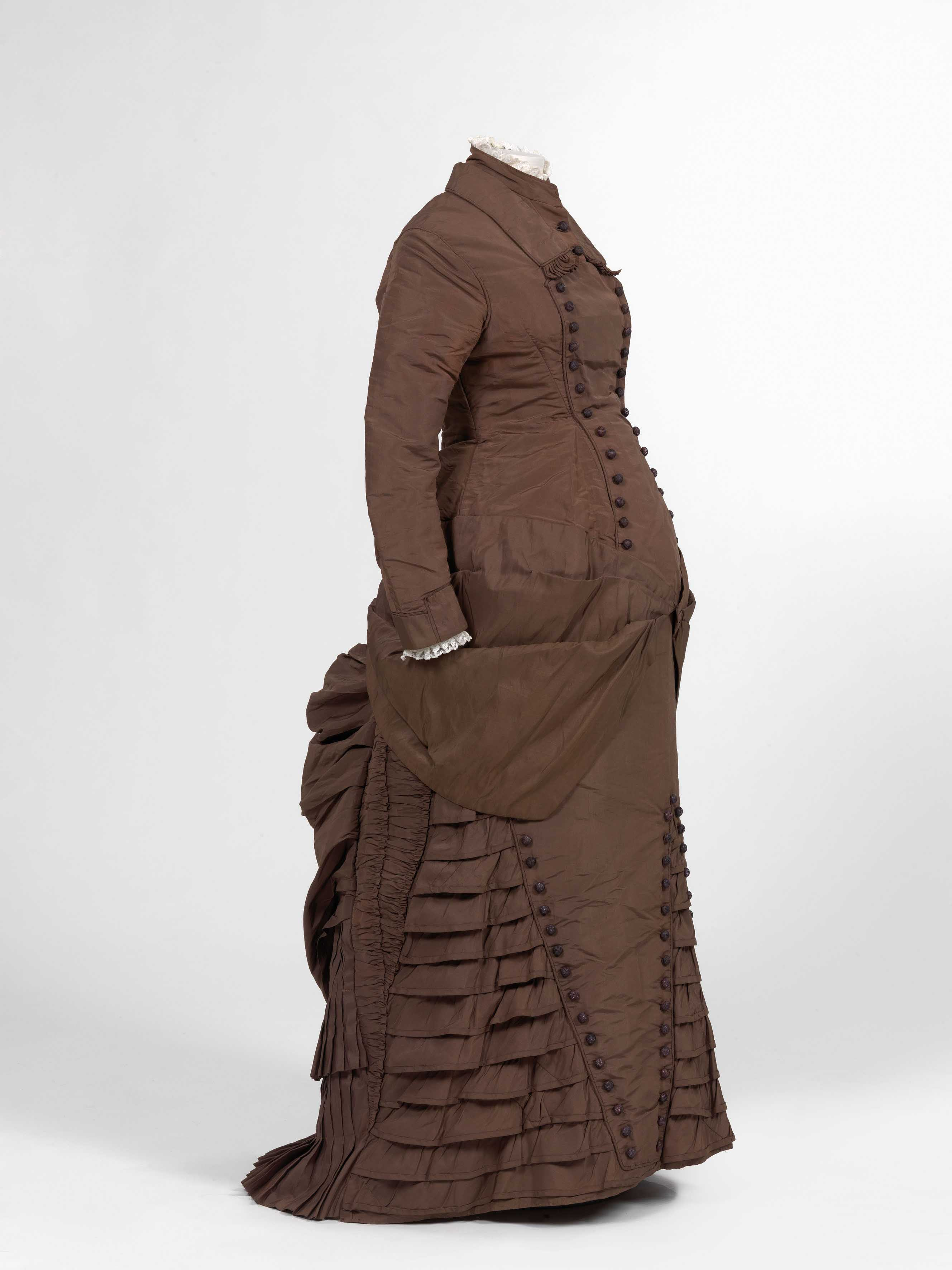
Jurk (ca. 1880) die gedragen is tijdens een zwangerschap. Het is een bruidsjurk die is vermaakt tot positiejapon.

Vooral vrouwen uit de hogere klassen probeerden hun zwangerschap zolang mogelijk te verbergen. Zwangerschap verwees indirect naar seks, wat in de preutse geest van die tijd door zwangeren én hun omgeving als gênant werd ervaren. Daarnaast vonden vrouwen - en de samenleving in het algemeen - de groeiende buik erg onaantrekkelijk. Met jasjes van stevige stof en geplooide rokken en lijfjes werden zwangerschappen zo lang mogelijk gecamoufleerd. Het is niet zo dat vrouwen uit de Victoriaanse tijd het huis helemaal niet meer verlieten zodra hun zwangerschap zichtbaar werd. Wel was het ongepast als een duidelijk zwangere vrouw prominent deelnam aan het maatschappelijke leven.
In de 19e eeuw was al bekend dat het dragen van strakke korsetten tijdens de zwangerschap risico's had voor de vrouw en voor het ongeboren kind. Voor vrouwen die een rol wilden spelen in het maatschappelijke leven, was het toch verleidelijk om hun zwangerschap te verdoezelen met een korset. Dit was niet alleen een kwestie van modebewustzijn of ijdelheid. Ingesnoerd konden ze langer in de openbaarheid blijven verschijnen, en was er minder kans dat ze hun sociale prestige en invloed zouden verliezen omdat ze aan huis gekluisterd waren. Er waren speciale korsetten die tijdens de zwangerschap konden worden gedragen. Deze werden dan discreet omschreven als ‘voor pasgetrouwde dames’ of 'buikkorsetten'.
In ieder geval het Franse modehuis Worth maakte rond 1880 positiejaponnen voor hun rijke clientèle. Met asymmetrisch gedrapeerde voorpanden en franjes werd in de ontwerpen van Worth de zwangerschap gecamoufleerd. Minder vermogende vrouwen vermaakten jurken (of lieten dat doen) zodat ze tijdens de zwangerschap konden worden gedragen.
In de loop van de 19e eeuw werd in de betere kringen de 'tea gown' populair, een los vallende jurk die zonder korset werd gedragen - maar alleen door getrouwde vrouwen én alleen in de huiselijke kring. Vrouwen droegen deze comfortabele en tegelijk modieuze jurken ook als ze zwanger waren, maar niet buitenshuis. Vrouwen uit de lagere klassen hadden vergelijkbare jurken, b.v. de Mother Hubbard jurk die in de Verenigde Staten erg populair was. Dit was een simpele wijde jurk uit soepele stof die vanaf de pas (het bovenste deel van het lijfje, tegen de halsopening en de schoudernaad) los naar beneden hangt. Laat in de 19e eeuw werden jurken van het model tea gown of Mother Hubbard ook buitenshuis acceptabel. Dit had ook te maken met de invloed van de reformbeweging (in Nederland ook de Vereeniging voor Verbetering van Vrouwenkleeding) die streefde naar een eenvoudige en gezonde levensstijl en de reformjurk introduceerde. Rond deze tijd werden in Europa en Noord-Amerika ook de eerste naaipatronen voor positiekleding aangeboden.

### 20e en 21e eeuw
Eind 19e eeuw werd kleding door de opkomst van de confectie-industrie goedkoper. Dit maakte het voor meer vrouwen mogelijk om voor hun zwangerschap speciale kleren te kopen. Tegelijkertijd werd het ook wat meer normaal dat zwangere vrouwen deelnamen aan het openbare leven. 

Vanaf 1910 komt positiekleding voor in de catalogi van warenhuizen en postorderbedrijven in de Verenigde Staten en Europa. Aanvankelijk ging het om kleding in de stijl van de heersende mode, maar met extra aanpassingen om b.v. de rok wijder te kunnen maken. Opvallend was wel dat er voor positiekleding niet werd geadverteerd met afbeeldingen van een zwangere vrouw. Dat was begin 20e eeuw nog steeds niet gepast. De Amerikaanse modeontwerpster Lena Bryant vroeg in 1911 patent aan voor een jurk die een vrouw gedurende haar hele zwangerschap kon dragen. De tailleband kon worden aangepast en de voorkant van de rok langer gemaakt zodat de zoom niet zou 'opkruipen' door de groeiende buik. De jurk wilde de zwangerschap vooral camoufleren.

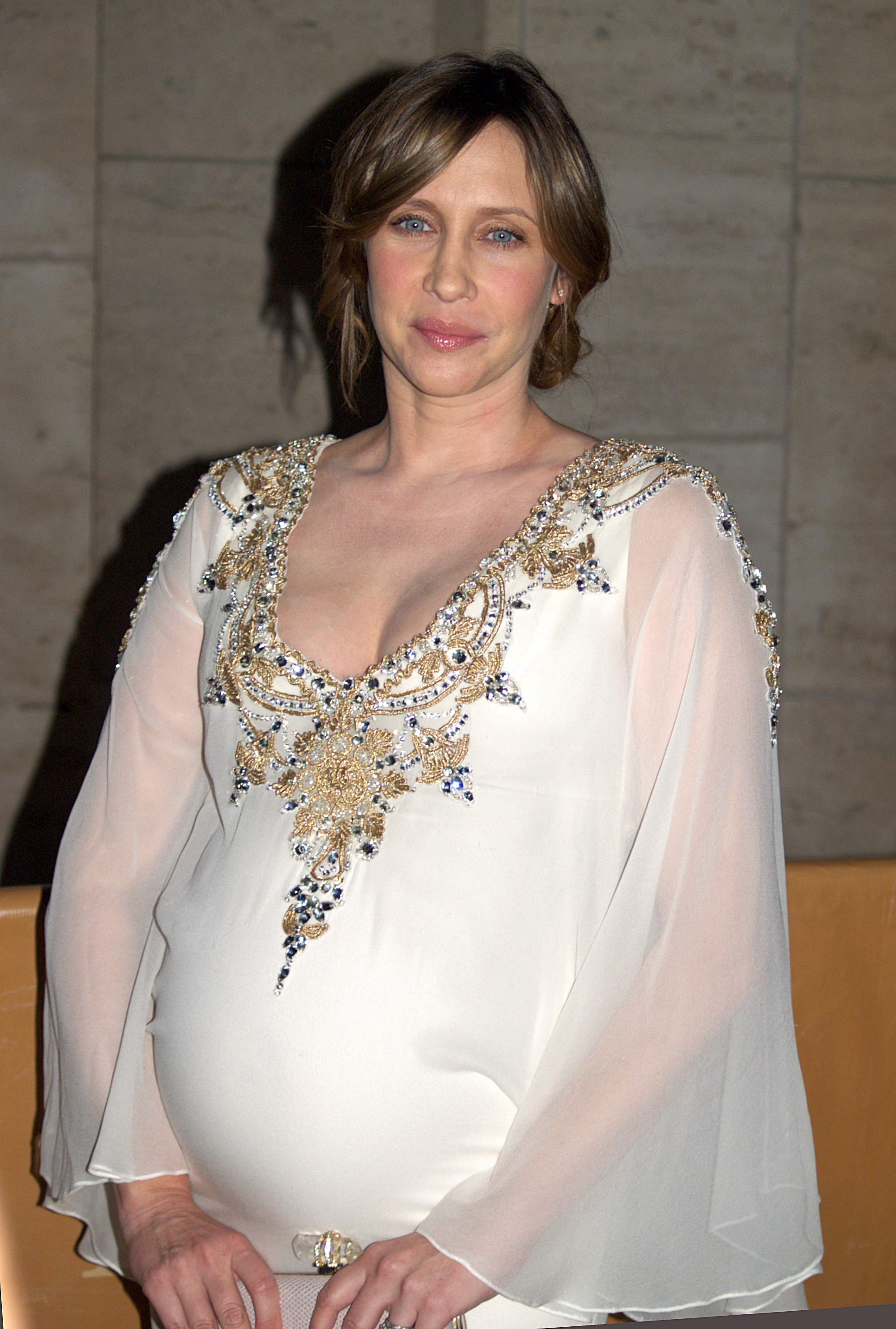
De actrice Vera Farmiga hoogzwanger in gala kleding (2010)

Na de Tweede Wereldoorlog ontwikkelde er zich van lieverlee een typerende stijl voor positiekleding. Deze leek zowel op kleding voor hele jonge kinderen (baby-doll jurken, smokwerk en matrozenkragen), als op de ingetogen garderobe van oudere vrouwen (blouses met een strikkraag). Positiekleding werd - net als mode in het algemeen - beïnvloed door wat beroemdheden droegen. In de jaren 1950 was de actrice Lucille Ball zwanger; dit was ook een verhaallijn in haar populaire wekelijkse tv-show. Veel zwangere vrouwen in Amerika wilden zich net zo kleden als 'Lucy'. Dertig jaar later had de positiekleding van prinses Diana veel invloed.

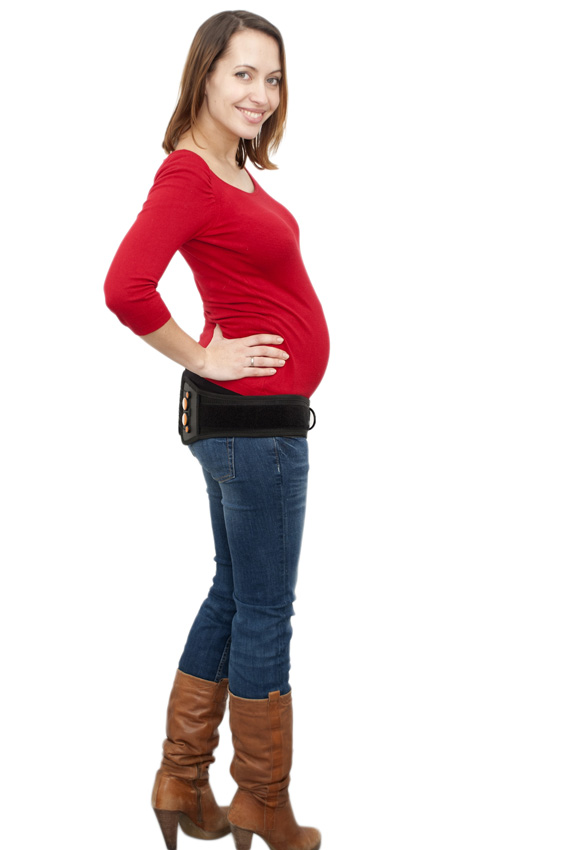
Vrouw met zwangerschapsband. Deze geeft steun aan buik en bekken.

Toen vrouwen vanaf de jaren 1970 pantalons gingen dragen werden er broeken gemaakt die aan de voorzijde waren voorzien van elastische stof, die ruimte kon bieden tot aan het eind van de zwangerschap. Met een elastiek of koord rond de taille kan de broek op maat ingesteld worden, zodat deze niet afzakt. 
In de jaren 1980 kwam er aandacht voor positiekleding voor werkende vrouwen. In eerste instantie ging het hier vaak om een aangepaste versie van het ‘business suit’: een formeel broekpak of mantelpak waarbij de zwangerschap zo veel mogelijk werd gecamoufleerd. Inmiddels hebben veel organisaties waar het personeel uniform draagt, zoals de krijgsmacht en luchtvaartmaatschappijen, speciale kleding voor zwangere medewerkers. Ook in andere beroepen, zoals de gezondheidszorg, is er aangepaste werkkleding. 
Vanaf de jaren 1990 begon er veel te veranderen rond positiekleding, ook onder invloed van de opkomende fitnesscultuur. Er werd niet meer geprobeerd om de zwangere buik te verbergen. Vrouwen werden aangemoedigd om hun fitte zwangere lichamen te tonen en juist geen verhullende of camouflerende kleren te dragen.